# Paul Crossley
Paul Crossley (n. Dewsbury, Yorkshire, 17 de mayo de 1944) es un pianista británico.
Tuvo como profesor de piano a Fanny Waterman en Leeds. Mientras estudiaba en el Mansfield College, Oxford, fue descubierto por Olivier Messiaen y su mujer, Yvonne Loriod, que tras oírle tocar le invitaron de inmediato a trasladarse a París a estudiar con ellos. En 1968 ganó en el segundo premio (junto al pianista japonés Izumi Tateno) en el Concurso Messiaen celebrado en Royan, Francia. 
Crossley está especialmente vinculado a la música de Messiaen y de compositores británicos como Michael Tippett, Nicholas Maw y George Benjamin. Tippett escribió sus sonatas tercera y cuarta pensando en Crossley. Su extensa discografía incluye la obra pianística de Tippett, Fauré, Debussy y Ravel, así como las sonatas de violín de Fauré con Arthur Grumiaux.
Paul Crossley fue director artístico de la London Sinfonietta entre 1988 y 1994. También fue presentador de Sinfonietta, un programa de televisión pionero sobre música clásica de vanguardia en Channel 4. 